# Episodi di Transplant (terza stagione)
La terza stagione della serie televisiva Transplant, composta da 13 episodi, è stata trasmessa in prima visione assoluta in Canada su CTV dal 23 settembre 2022 al 3 febbraio 2023.
In Italia la stagione è andata in onda su Sky Serie dal 2 luglio al 13 agosto 2024.
| nº | Titolo originale     | Titolo italiano | Prima TV Canada   | Prima TV Italia |
| -- | -------------------- | --------------- | ----------------- | --------------- |
| 1  | Fracture             | Episodio 1      | 23 settembre 2022 | 2 luglio 2024   |
| 2  | Baggage              | Episodio 2      | 30 settembre 2022 | 2 luglio 2024   |
| 3  | Hospital Beige       | Episodio 3      | 7 ottobre 2022    | 9 luglio 2024   |
| 4  | Multiple Choices     | Episodio 4      | 14 ottobre 2022   | 9 luglio 2024   |
| 5  | Nadir                | Episodio 5      | 21 ottobre 2022   | 16 luglio 2024  |
| 6  | Audition             | Episodio 6      | 28 ottobre 2022   | 16 luglio 2024  |
| 7  | Work to Rule         | Episodio 7      | 11 novembre 2022  | 23 luglio 2024  |
| 8  | And So It Goes       | Episodio 8      | 18 novembre 2022  | 23 luglio 2024  |
| 9  | Rumination           | Episodio 9      | 2 dicembre 2022   | 30 luglio 2024  |
| 10 | Unstuck in Time      | Episodio 10     | 13 gennaio 2023   | 30 luglio 2024  |
| 11 | A Sort of Homecoming | Episodio 11     | 20 gennaio 2023   | 6 agosto 2024   |
| 12 | Tariq                | Episodio 12     | 27 gennaio 2023   | 6 agosto 2024   |
| 13 | The Luxury of Memory | Episodio 13     | 3 febbraio 2023   | 13 agosto 2024  |